# Francisco Lindor
Francisco Miguel Lindor Serrano (Caguas,  89 de noviembre de 1993) es un beisbolista profesional puertorriqueño, que actualmente juega con los New York Mets en las Grandes Ligas de Béisbol (MLB), se desempeña en la posición de campocorto.
En el 2015 llegó segundo en la votación para el Novato del año de la Liga Americana. En noviembre de 2016, se convirtió en el primer jugador puertorriqueño en ganar un Guante de Oro como campocorto.

## Carrera profesional
Asistió a la Montverde Academy en Montverde, Florida. En 2013, las instalaciones de béisbol de la academia tomaron su nombre en su honor. Los Indios de Cleveland lo seleccionaron en la primera ronda (octava selección global) del draft de 2011.
Inició su carrera profesional jugando cinco encuentros con los Mahoning Valley Scrappers durante la temporada 2011. MLB.com consideró a Lindor como el 32do mejor prospecto antes de la temporada 2012. Fue asignado a los Lake County Captains de la Midwest League de Clase A, y participó en el Juego de Futuras Estrellas de 2012. Con dicho equipo, bateó para promedio de .257 con 33 extrabases y 27 bases robadas.
Antes de la temporada 2013, Baseball America lo consideró como el mejor prospecto de la organización de los Indios. Inició el 2013 con los Carolina Mudcats de la Carolina League de Clase A avanzada. El 15 de julio de ese mismo año fue promovido a los Akron Aeros de la Eastern League de Clase AA. Entre los dos niveles, bateó para promedio de .303 con 31 extrabases, 25 bases robadas y 34 carreras impulsadas.
Empezó la temporada 2014 jugando con Akron. El 21 de julio de ese mismo año fue promovido a los Columbus Clippers de la Liga Internacional de Clase AAA, con los que inició jugando la temporada 2015.

### Cleveland Indians
El 14 de junio de 2015, los Indios de Cleveland compraron el contrato de Lindor y lo añadieron a la plantilla de Grandes Ligas. Debutó ese mismo día como bateador emergente, donde también logró conectar su primer hit. Fue reconocido como el Novato del Mes de septiembre de la Liga Americana, en el cual bateó para .362 de promedio. Finalizó la temporada 2015 con .313 de promedio, 12 jonrones, 51 impulsadas, 12 bases robadas y 22 dobles en 99 juegos con los Indios. Quedó en segundo lugar en la votación a Novato del año de la Liga Americana, detrás de Carlos Correa.
En 2016, Lindor finalizó la temporada con .301 de promedio, 15 jonrones, 78 impulsadas, 19 bases robadas y 30 dobles en 158 juegos. En la postemporada, rompió la marca de juegos con más de un hit para un jugador menor a 23 años de edad, con siete. Sus 16 hits también fueron la mayor cantidad para un jugador de los Indios desde 1997, y también se convirtió en el más joven en conectar por lo menos seis hits en una Serie Mundial. Al finalizar la temporada, fue galardonado con el Guante de Oro como campocorto en la Liga Americana, el primero en su carrera.

## Vida personal
Está casado con Katia Reguero, con la que tiene dos hijas.